# Le Bouchage (Isère)
Le Bouchage é uma comuna francesa na região administrativa de Auvérnia-Ródano-Alpes, no departamento de Isère. Estende-se por uma área de 11,2 km². Em 2010 a comuna tinha 635 habitantes (densidade: 56,7 hab./km²).